# زاكوسكي
زاكوسكي (جمع من الروسية: закуски «زاكوسكي»، المفرد:закуска «زاكوسكا»)، وهو جزء مهم من ثقافة الطعام الروسية ومصطلح شائع في العديد من الدول الناطقة بالسلافية للإشارة إلى المقبلات الباردة والطبق الأول والوجبات الخفيفة. ربما نشأ المصطلح وتأثر خلال اندماج الثقافات السلافية والفايكنجية-النوردية والشرقية في مناطق روس المبكرة مثل جمهورية نوفغورود.
يرتبط تقليد الزاكوسكي بتقليد «البرانفينسبودر» (brännvinsbord) السويدي والفنلندي والذي كان سلف طبق «سمورجاسبورد» (smörgåsbord) الحديث (وهو عبارة عن وجبة على طراز البوفيه مع العديد من الأطباق الساخنة والباردة من مختلف الأطعمة) وكذلك مزة الأمبراطورية العثمانية وغيرها من ثقافات الشرق الأوسط. لا يتم تقديم أطباق الزاكوسكي كما هو الحال في الدول الاسكندنافية في بوفيه ولكن يتم تقديمها على سفرة المائدة. يمكن للزاكوسكي أن تكون طعاماً في حد ذاتها ولكن غالباً ما تكون مجرد طبق مقبلات لوجبة رئيسية. كان يتم إبقاء أطباق الزاكوسكي في منازل النبلاء الروس لإطعام الزوار العرضيين الذين يسافرون لمسافات طويلة وكان وقت وصولهم غير متوقع في كثير من الأحيان. كانت أطباق الزاكوسكي في الحفلات والولائم تُقدم في غرفة منفصلة بجوار غرفة الطعام أو على طاولة منفصلة في غرفة الطعام نفسها، امتد تقليد الزاكوسكي في النهاية إلى الطبقات الأخرى من المجتمع السوفييتي، لكن وبسبب نقص المساحة تم تقديمها على طاولة الطعام نفسها.
يتم تقديم هذه المقبلات في الوقت الحاضر عادة في المآدب والعشاء والحفلات وحفلات الاستقبال في البلدان التي كانت في السابق جزءًا من الإمبراطورية الروسية بما في ذلك بعض دول ما بعد الاتحاد السوفيتي وبولندا (بالبولندية: zakąski). مجموعة واسعة من أطباق الزاكوسكي تشكل الوجبة الأولى القياسية في أي طاولة احتفال. عادة ما يتم وضع أطباق الزاكوسكي بالفعل على الطاولة عندما يتم استدعاء الضيوف إلى غرفة الطعام.
تتكون أطباق الزاكوسكي النموذجية من اللحوم الباردة والأسماك المعالجة والسلطات المشكلة والآسبك (هلام اللحم) والبيروك أو البيروجكي، ومختلف الخضروات المخللة مثل الطماطم والشمندر والخيار ومخلل الملفوف ومخلل الفطر والبيض المحشي والأجبان الصلبة والكافيار والكانابي والشطائر المفتوحة والخبز.

## معرض الصور

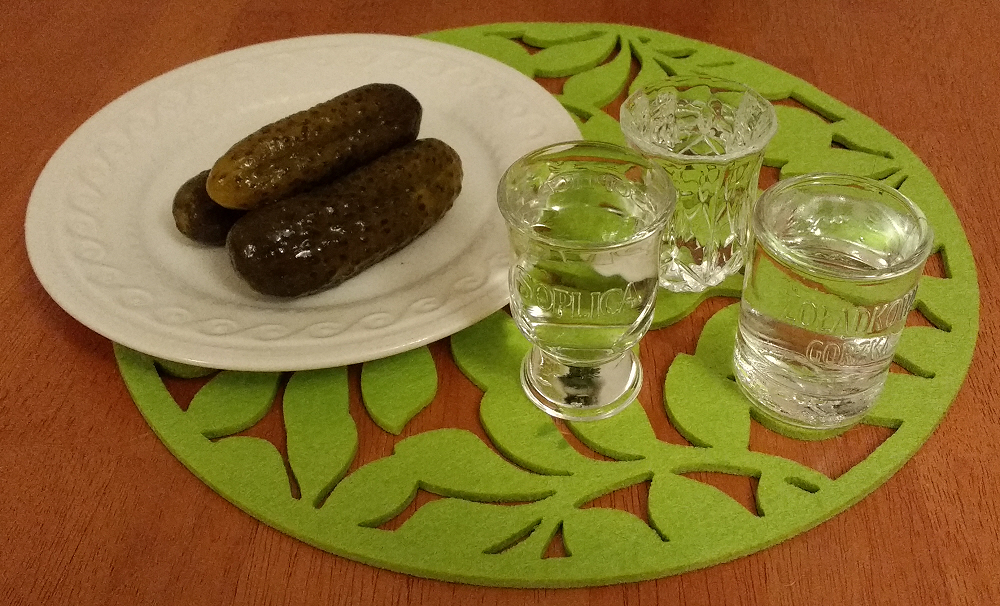
خيار مخلل مُقدم كطبق زاكوسكا.
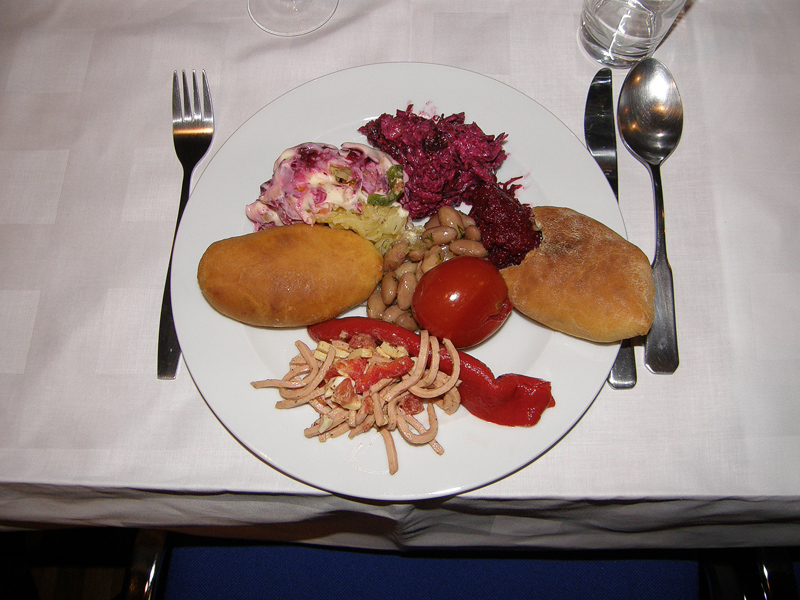
بيروجكي وطماطم مخللة وسلطة مشكلة.
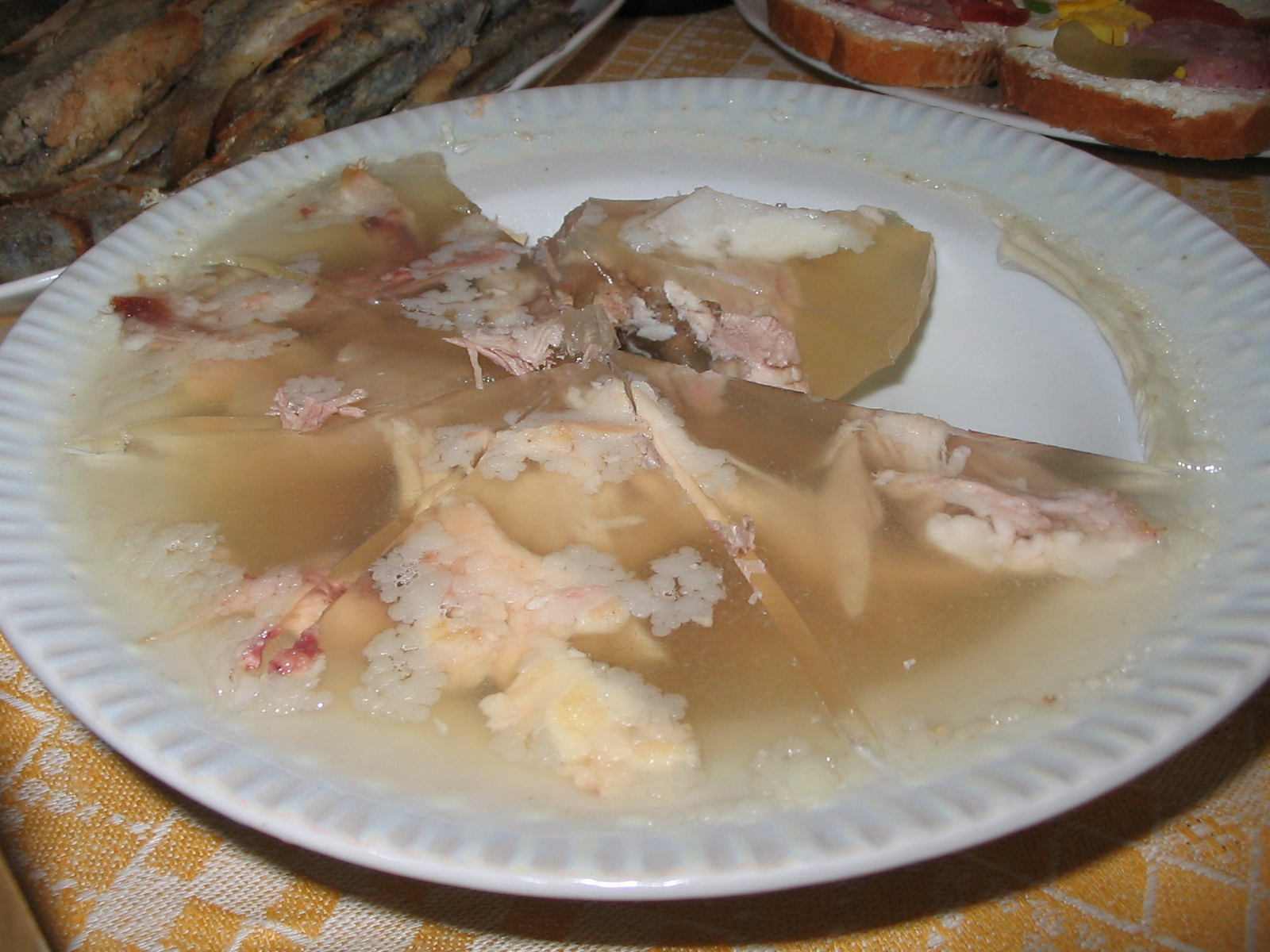
خولوديتس.
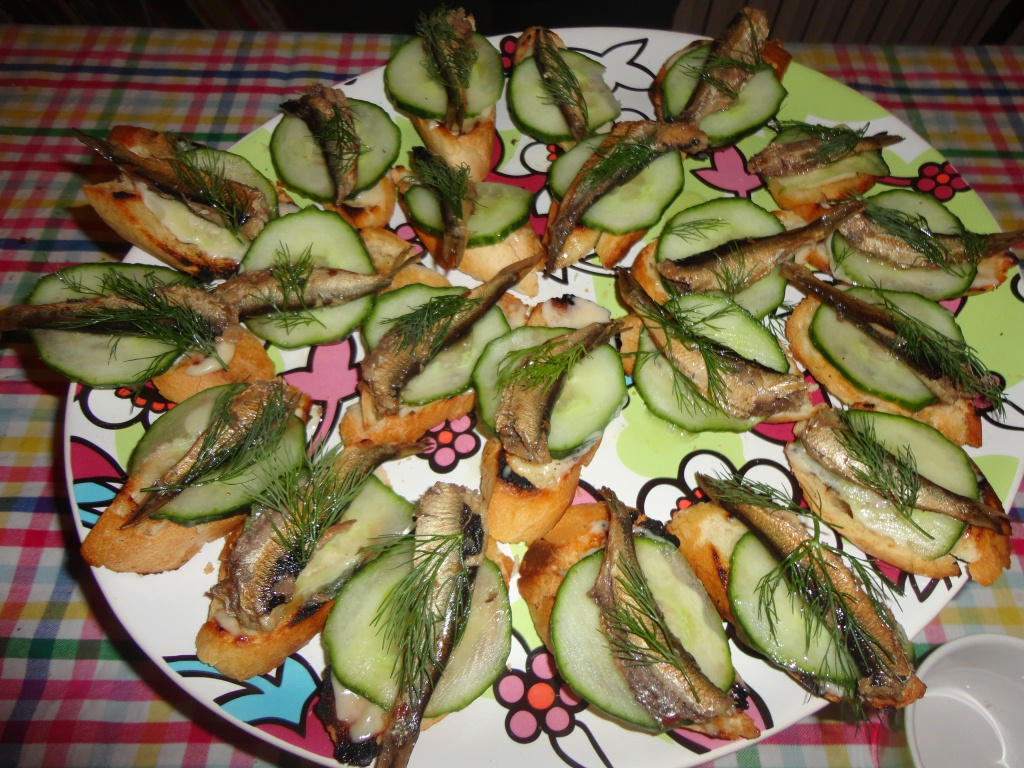
كانابي مع سمك الصابوغة.
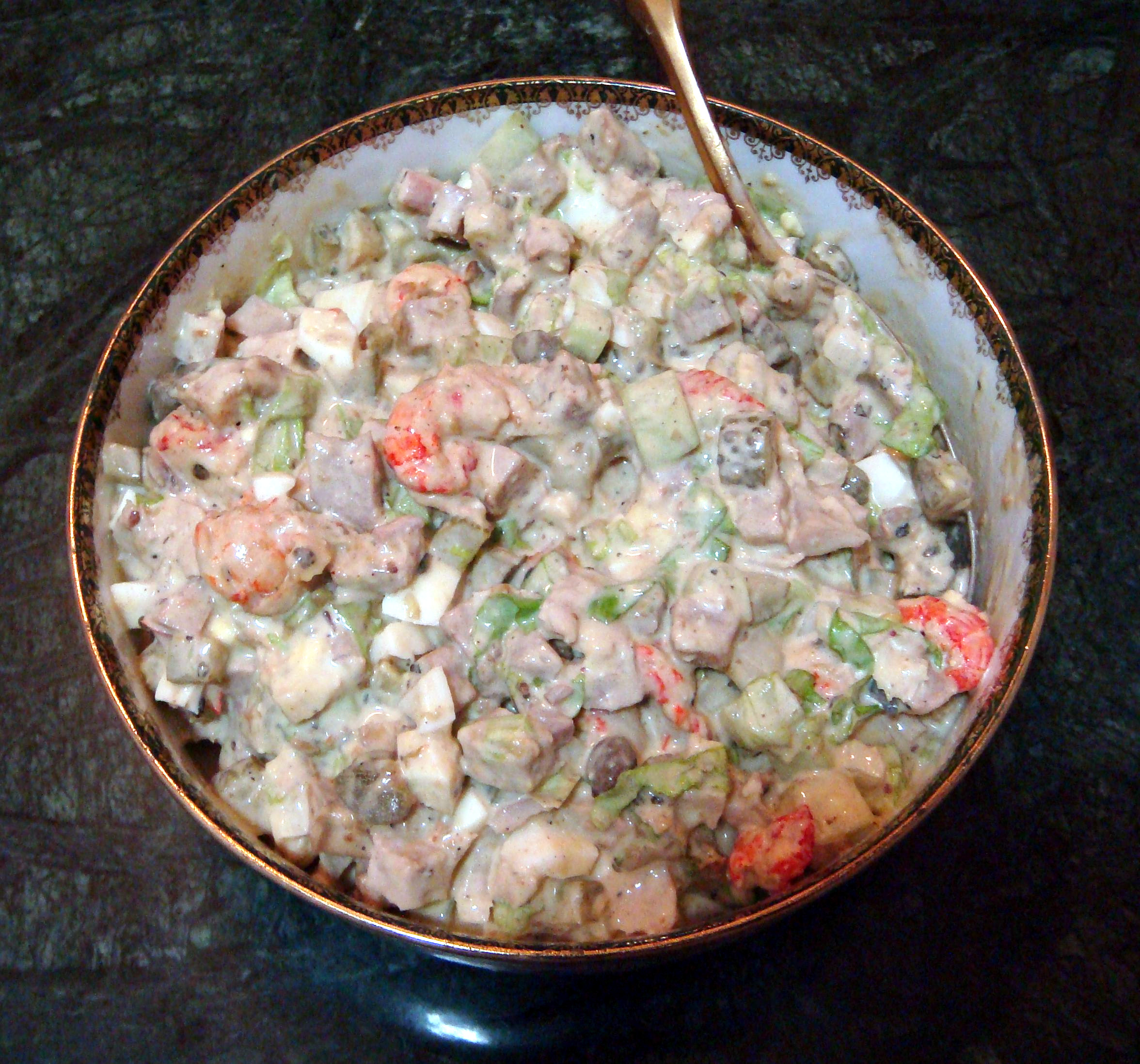
سلطة أوليفيه.
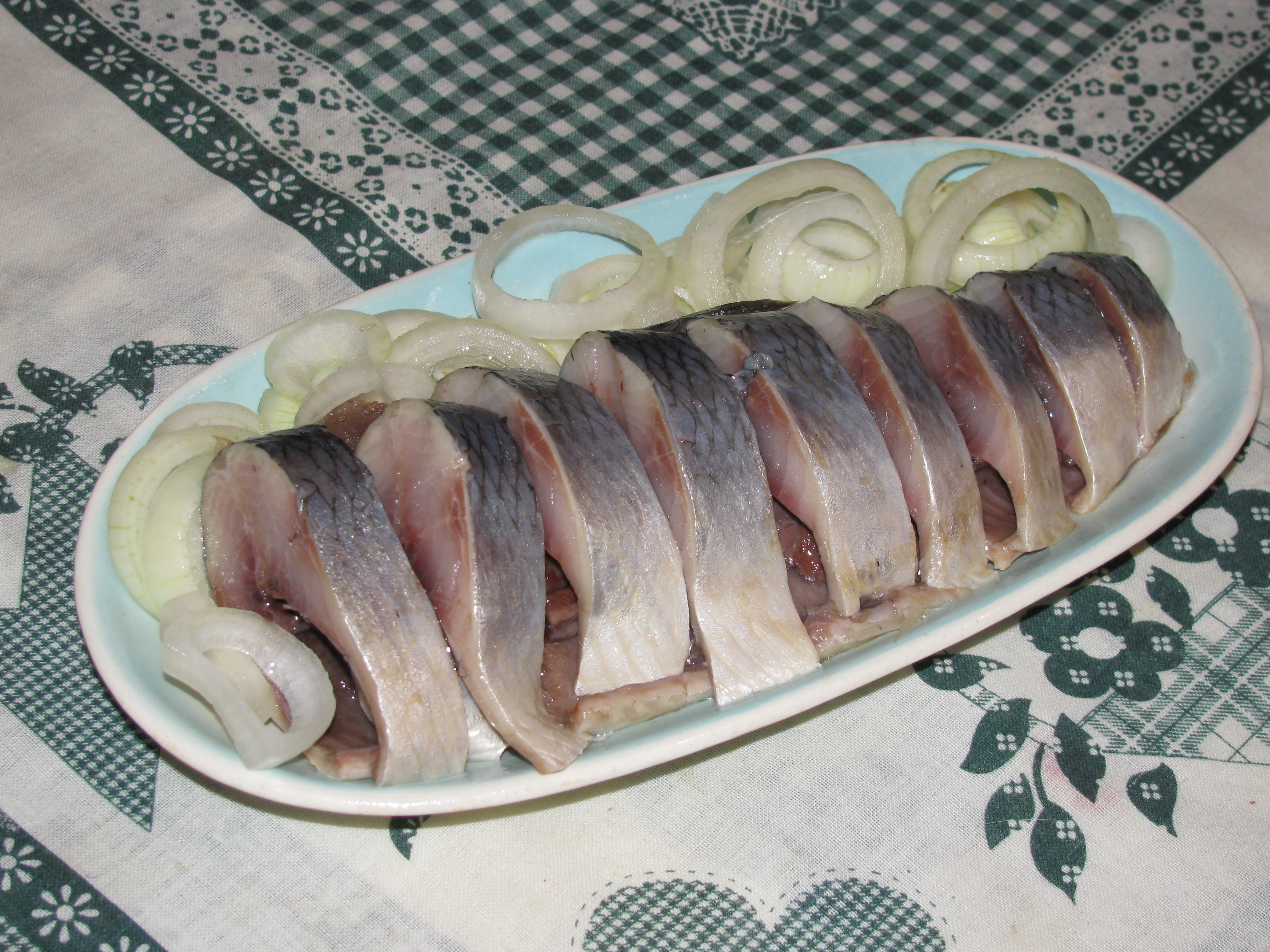
رنجة مخللة أو مملحة.
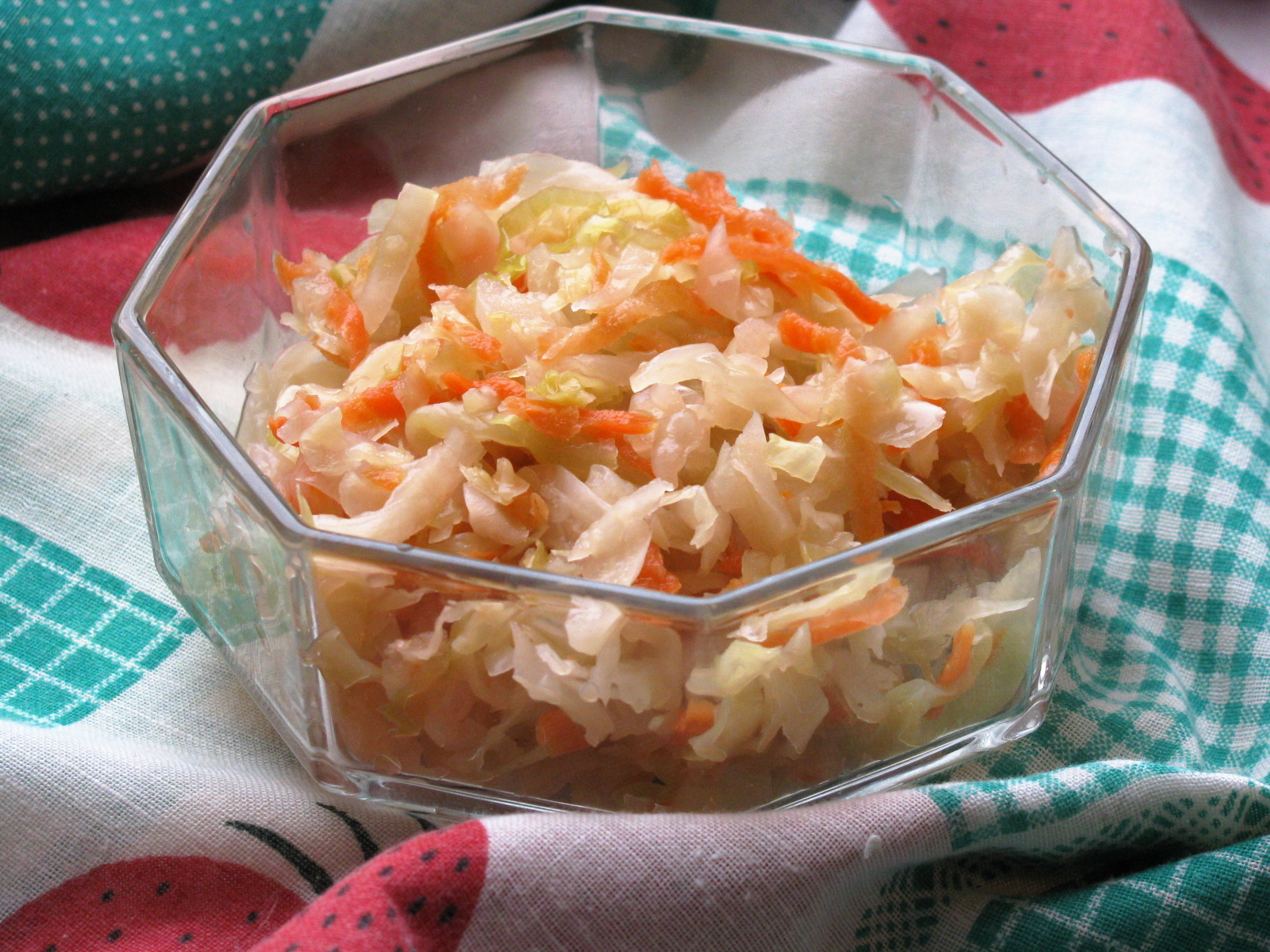
سلطة الساوركراوت (مخلل الملفوف).
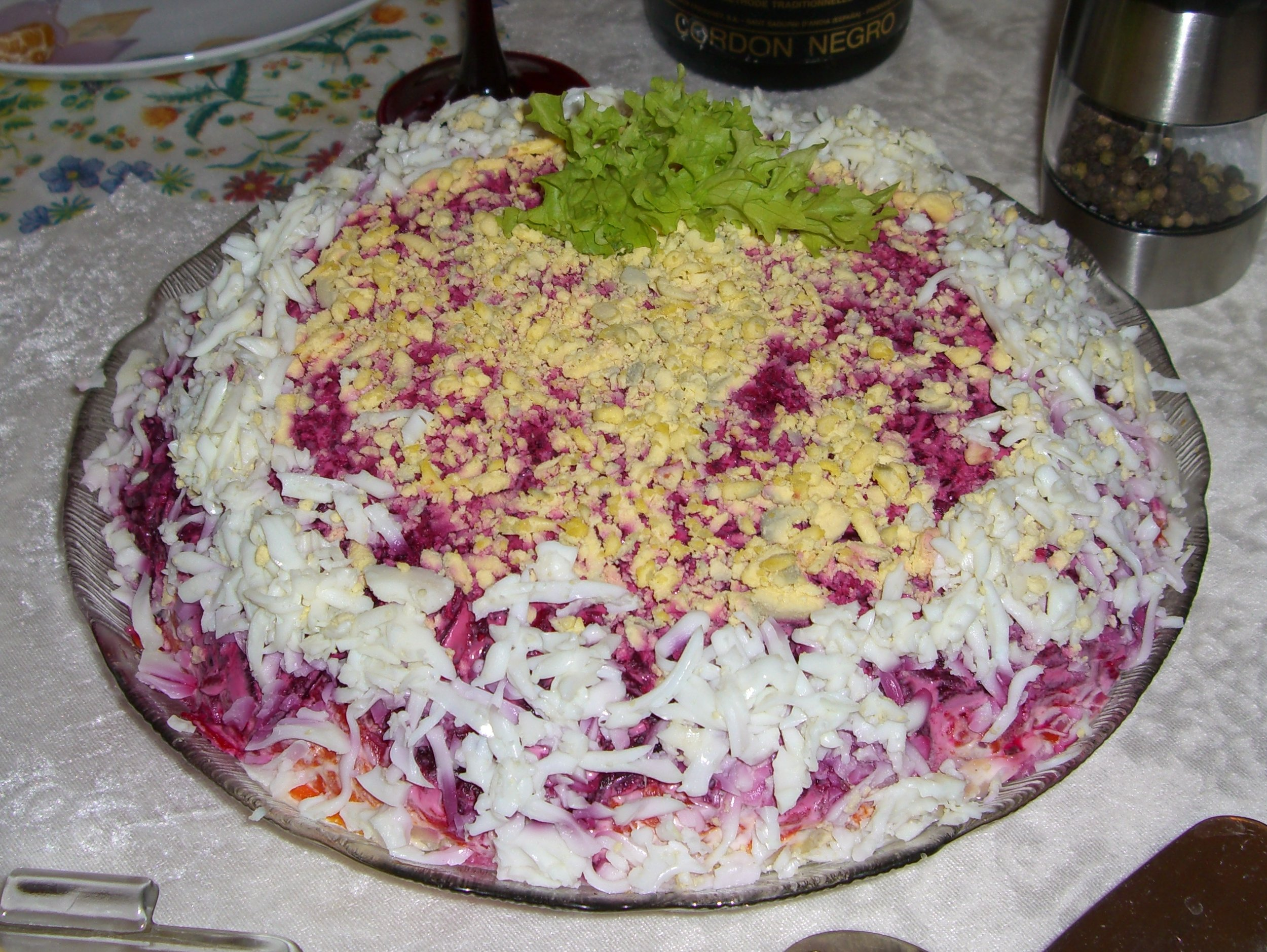
سلطة الرنجة.
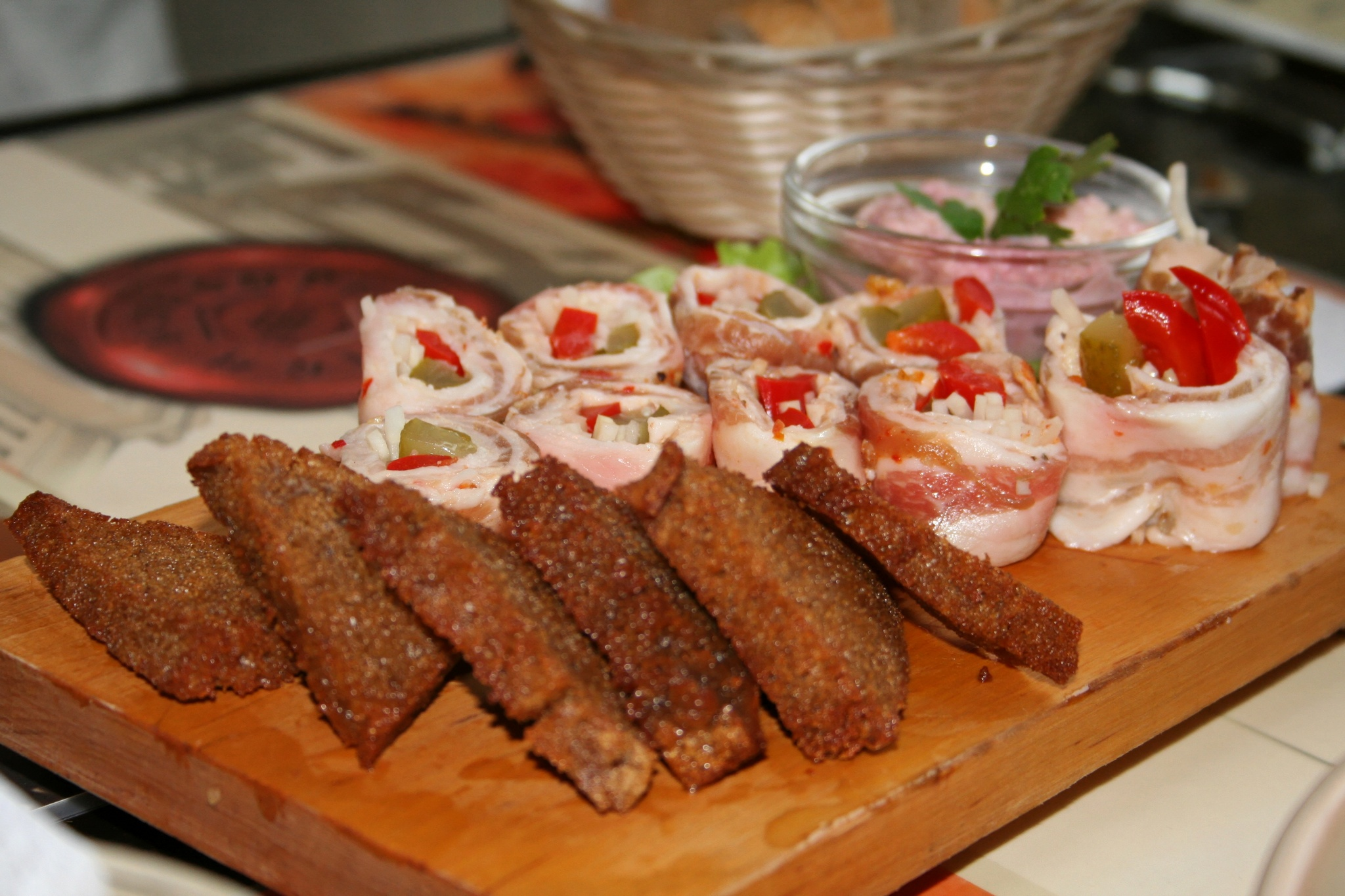
خبز مع سالو.
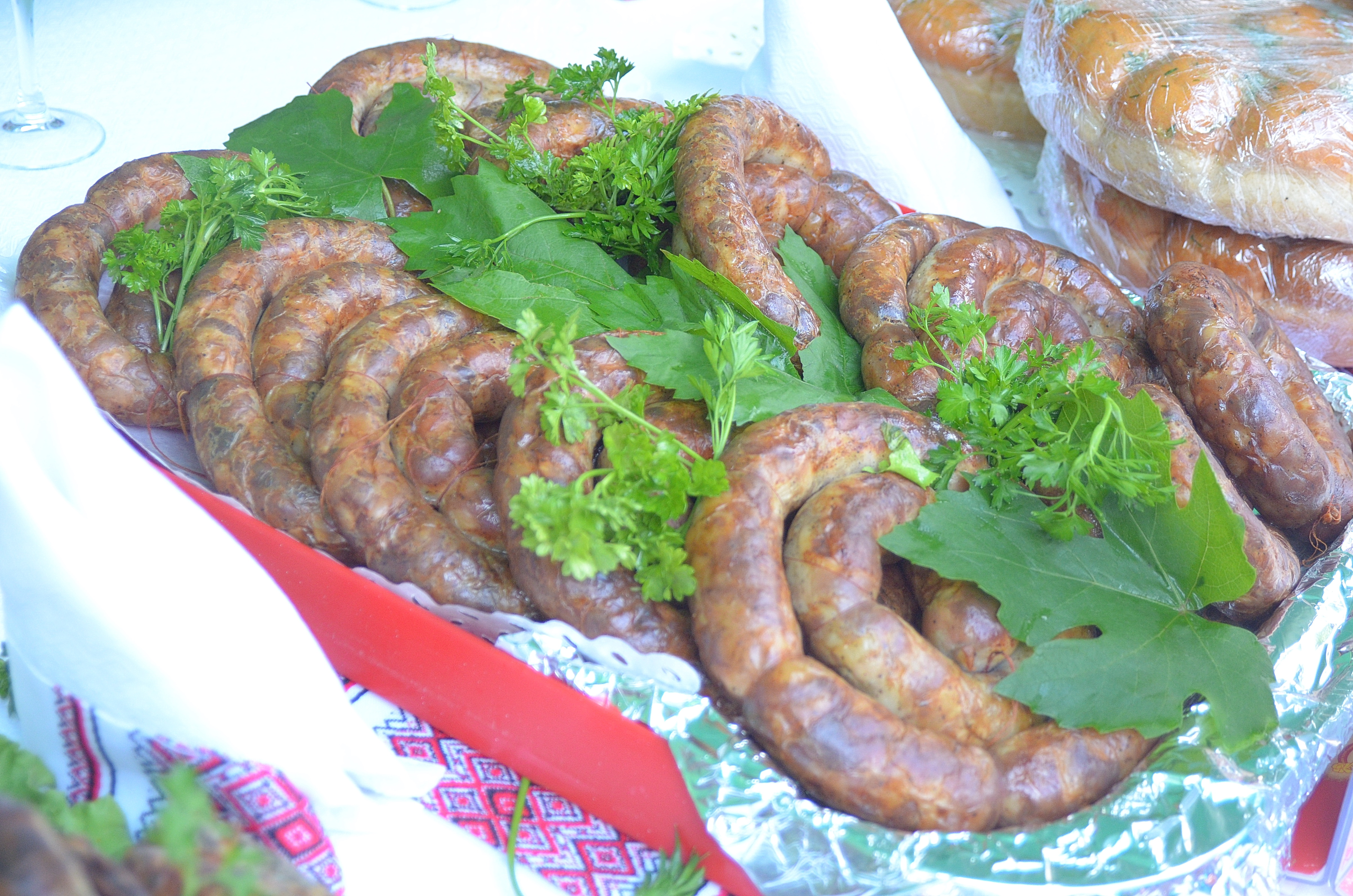
كيلباسا (نقانق).
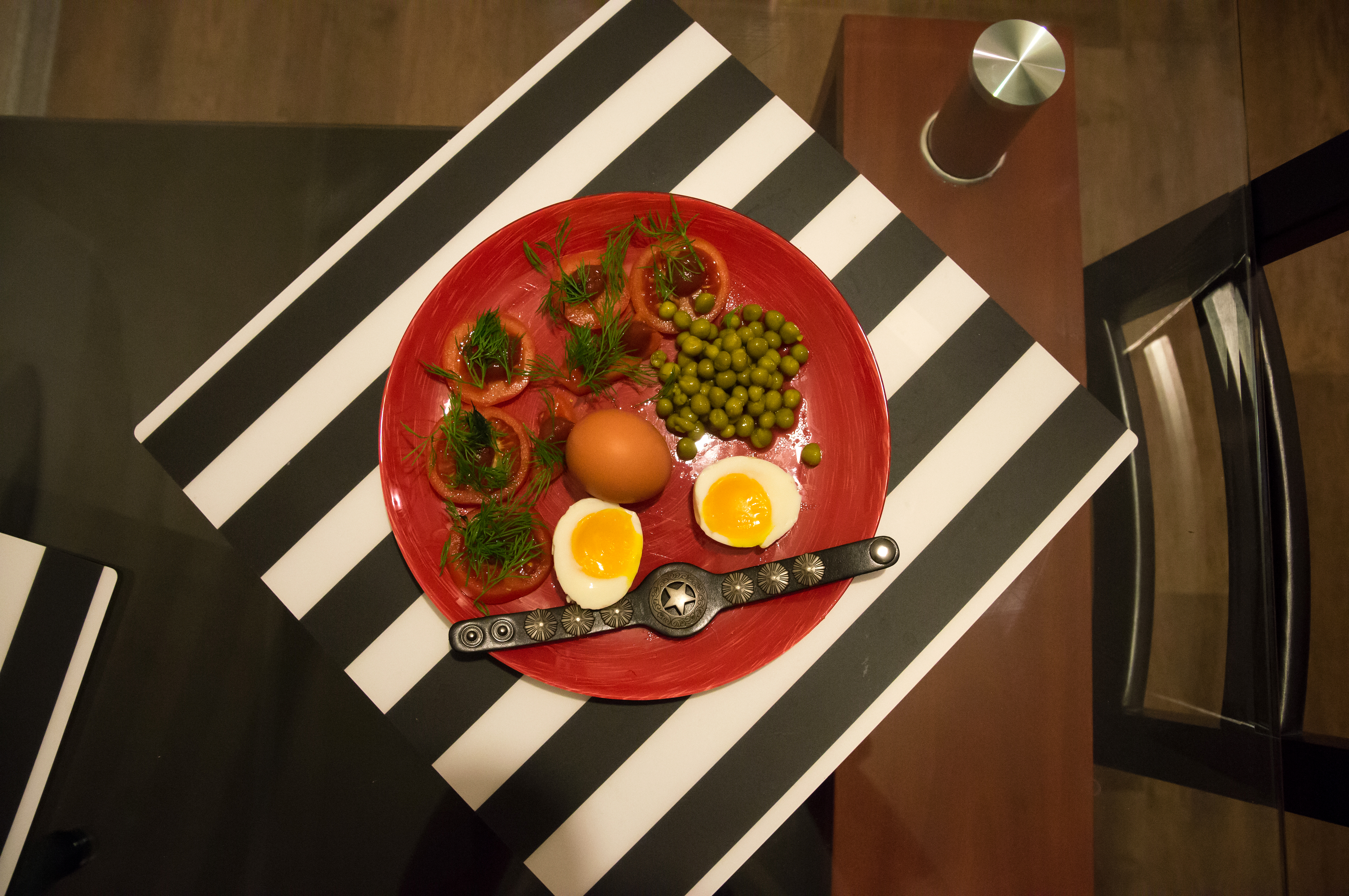
زاكوسكي
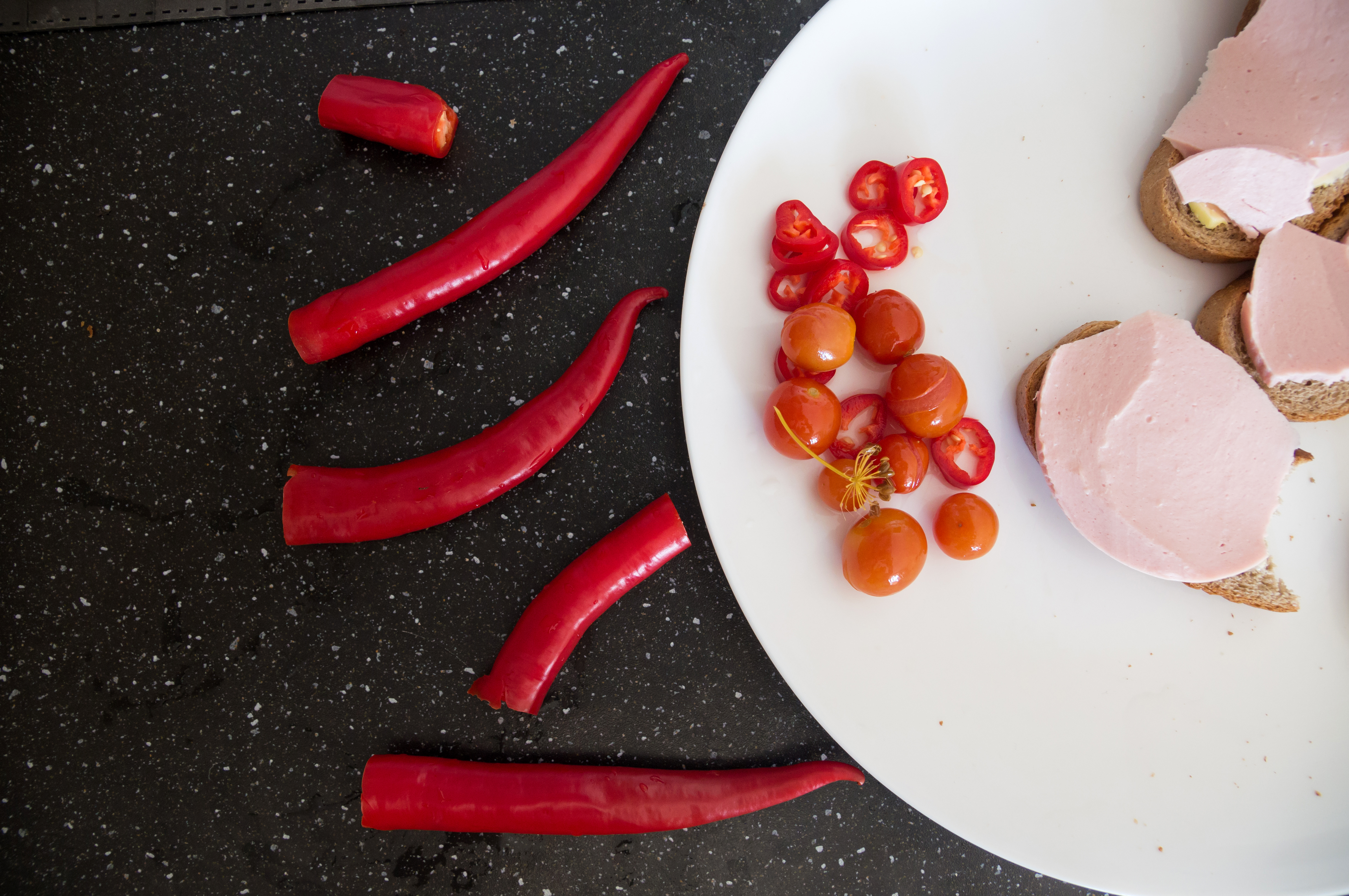
زاكوسكي